# 영리한 한스

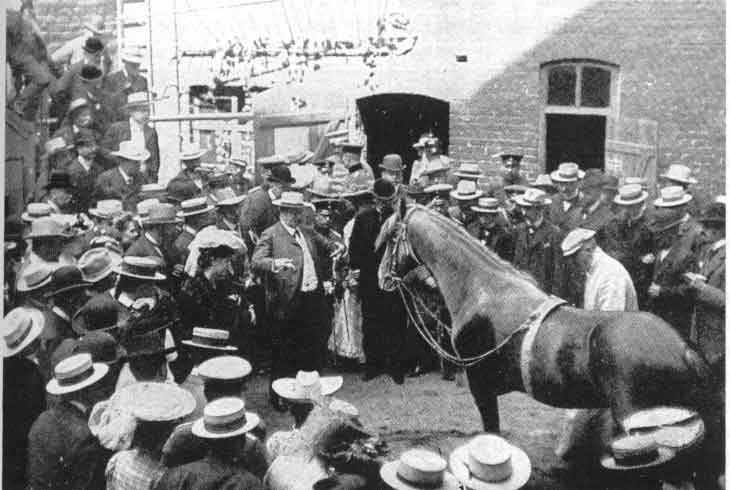
한스가 실제로 '계산'을 선보이고 있다.

영리한 한스(독일어: Kluger Hans)는 인간의 말을 이해하여 계산도 가능했던 19세기 말부터 20세기 초 독일에서 화제가된 오를로프 트로터 종의 말이다.
1891년 무렵부터 주인 빌헬름 폰 오스텐이 내는 간단한 문제를 발굽으로 횟수만큼 두드려서 유명해지고, 1904년에는 카를 슈툼프에 의해 조사되었으나, 어떠한 트릭도 없다고 결론지어졌다. 1907년에 심리학자 오스카르 풍그슈트에 의해 한스가 어떻게 답을 알았는지에 대해 해명되었다. 관객, 주인, 출제자 등 그 자리에 있던 사람들의 반응으로부터 발굽질을 해왔다. 즉 계산을 하는 것이 아니라, 주위의 분위기를 민감하게 감지하는 데 뛰어난 말이였다. 오늘은 이런 현상을 클레버 한스 효과라고 부르고, 관찰자 기대 효과로까지 발전되어 동물인지과학에 공헌했다.

## 개요
한스의 주인인 빌헬름 폰 오스텐은 김나지움의 수학 교수이며, 말 조련사이기도 하고, 현재는 부정되고 있는 골상학 및 기타 신비한 것을 믿었다. 한스는 분수와 계산을 할 줄 알고, 시간도 날짜도 알 수 있고, 음계도 이해하고, 심지어 독일어도 읽고 이해도 할 수 있다고 했다. 한스의 능력은 뉴욕 타임스에 게재되었다.